# Panathīnaïkos Athlītikos Omilos 2007-2008 (pallacanestro maschile)
Questa voce raccoglie le informazioni riguardanti il Panathīnaïkos B.C. nelle competizioni ufficiali della stagione 2007-2008.

## Stagione
La stagione 2007-2008 del Panathīnaïkos è la 57ª nel massimo campionato greco di pallacanestro, l'A1 Ethniki.

## Roster
Aggiornato al 18 luglio 2018.
| Panathīnaïkos 2007-08 | Panathīnaïkos 2007-08 |
| Giocatori             | Staff tecnico         |
| --------------------- | --------------------- |

| N. | Naz.                   | Ruolo | Nome                    | Anno | Alt.   | Peso   |  |
| -- | ---------------------- | ----- | ----------------------- | ---- | ------ | ------ |  |
| 4  | Grecia (bandiera)      | AP    | Fragkiskos Alvertīs (C) | 1974 | 206 cm | 102 kg |  |
| 5  | Grecia (bandiera)      | AP    | Stratos Perperoglou     | 1984 | 203 cm | 104 kg |  |
| 6  | Grecia (bandiera)      | PG    | Vasilīs Spanoulīs       | 1982 | 193 cm | 90 kg  |  |
| 7  | Slovenia (bandiera)    | G     | Sani Bečirovič          | 1981 | 195 cm | 90 kg  |  |
| 8  | Stati Uniti (bandiera) | AG    | Mike Batiste            | 1977 | 204 cm | 110 kg |  |
| 9  | Croazia (bandiera)     | C     | Andrija Žižić           | 1980 | 206 cm | 106 kg |  |
| 10 | Grecia (bandiera)      | G     | Nikos Chatzīvrettas     | 1977 | 197 cm | 95 kg  |  |
| 11 | Grecia (bandiera)      | AC    | Dīmos Ntikoudīs         | 1977 | 206 cm | 113 kg |  |
| 12 | Grecia (bandiera)      | AC    | Kōstas Tsartsarīs       | 1979 | 209 cm | 116 kg |  |
| 13 | Grecia (bandiera)      | P     | Dīmītrīs Diamantidīs    | 1980 | 196 cm | 100 kg |  |
| 14 | Stati Uniti (bandiera) | AP    | Kennedy Winston         | 1984 | 198 cm | 104 kg |  |
| 15 | Serbia (bandiera)      | C     | Dejan Tomašević         | 1973 | 208 cm | 113 kg |  |
| 16 | Grecia (bandiera)      | P     | Arīs Tatarounīs         | 1989 | 192 cm | 90 kg  |  |
| 17 | Croazia (bandiera)     | C     | Nikola Prkačin          | 1975 | 208 cm | 110 kg |  |
| 18 | Serbia (bandiera)      | P     | Miloš Vujanić           | 1980 | 190 cm | 85 kg  |  |
| 19 | Lituania (bandiera)    | P     | Šarūnas Jasikevičius    | 1976 | 193 cm | 92 kg  |  |

| Allenatore                                                                                         |
| - Željko Obradović                                                                                 |
| Assistente/i                                                                                       |
| - Dīmītrīs Itoudīs - Andreas Pistiolīs Legenda - (C) Capitano - (IN) Inattivo - Infortunato Roster |

## Mercato

### Sessione estiva
| Acquisti | Acquisti             | Acquisti          | Acquisti                     | Acquisti |
| R.       | Nome                 | da                | Modalità                     |          |
| -------- | -------------------- | ----------------- | ---------------------------- | -------- |
| PG       | Vasilīs Spanoulīs    | San Antonio Spurs | definitivo (1,166 milioni $) |          |
| AP       | Stratos Perperoglou  | Paniōnios         | definitivo                   |          |
| C        | Andrija Žižić        | Olympiakos        | definitivo                   |          |
| AP       | Kennedy Winston      | Paniōnios         | definitivo                   |          |
| P        | Šarūnas Jasikevičius | G.S. Warriors     | definitivo                   |          |
| P        | Arīs Tatarounīs      | Pagrati Atene     | fine prestito                |          |

| Cessioni | Cessioni              | Cessioni     | Cessioni       | Cessioni |
| R.       | Nome                  | a            | Modalità       |          |
| -------- | --------------------- | ------------ | -------------- | -------- |
| P        | Tony Delk             |              | ritirato       |          |
| AP       | Dīmītrīs Papanikolaou | AEK Atene    | fine contratto |          |
| AP       | Ramūnas Šiškauskas    | CSKA Mosca   | fine contratto |          |
| AG       | Dušan Šakota          | Paniōnios    | prestito       |          |
| C        | Robertas Javtokas     | Dinamo Mosca | fine contratto |          |
| P        | Vasilīs Xanthopoulos  | Paniōnios    | fine contratto |          |

### Dopo l'inizio della stagione
| Acquisti | Acquisti       | Acquisti     | Acquisti         | Acquisti   |
| R.       | Nome           | da           | Data             | Modalità   |
| -------- | -------------- | ------------ | ---------------- | ---------- |
| C        | Nikola Prkačin | Dinamo Mosca | 20 febbraio 2008 | svincolato |

| Cessioni | Cessioni      | Cessioni     | Cessioni         | Cessioni    |
| R.       | Nome          | a            | Data             | Modalità    |
| -------- | ------------- | ------------ | ---------------- | ----------- |
| P        | Miloš Vujanić | Dinamo Mosca | 27 novembre 2007 | rescissione |